# C22H28N4O3
化学式C22H28N4O3（摩尔质量：396.49 g/mol）可能指：
- 依托尼秦，CAS号：911-65-9
- pha-782584，CAS号：1126899-61-3

|  | 这个同类索引页列出了具有相同分子式的化学物（即同分異構體）条目。 除非您是有意链接至本页，否则应将相应条目的内部链接指向正确的条目。 |